# Alpaida deborae
Alpaida deborae là một loài nhện trong họ Araneidae.
Loài này thuộc chi Alpaida. Alpaida deborae được Herbert Walter Levi miêu tả năm 1988.